# 阿布都力米提·胡加
阿布都力米提·胡加（1939年—2013年5月7日），男，维吾尔族，新疆人，中国演员、排球教练。

## 生平
阿布都力米提·胡加原来是新疆排球队运动员。一次，有电影导演在街上见到他，认为他很魁梧又帅，乃选他出演电影《冰山上的来客》的男主角“阿米尔”（塔吉克族人）。该片1963年在中国上映后，收到广大观众热烈反响，片中的主题歌《花儿为什么这样红》至今传唱不衰。
参演《冰山上的来客》之后，阿布都力米提·胡加又参演过其他电影，还曾当过群众演员。不当演员之后，阿布都力米提·胡加又重回排球事业，曾任新疆排球队教练员。2008年，他又同《冰山上的来客》女主角真古兰丹姆的饰演者阿依夏木·克里木以及歌手黄琦雯合作拍摄了电影《红》。
2013年5月7日，阿布都力米提·胡加因前列腺癌在乌鲁木齐市体育馆路11号的家中逝世，享年74岁。阿依夏木·克里木得知消息后，更新了微博悼念他。2013年5月8日，阿布都力米提·胡加的葬礼举行。